# روي تافاريس
روي تافاريس هو كاتب وسياسي برتغالي، ولد في 29 يوليو 1972 في لشبونة في البرتغال. نشط حزبياً في LIVRE ‏. في انتخابات البرلمان الأوروبي 2009، انتخب عضو في البرلمان الأوروبي عن دائرة البرتغال ‏ لترشحه ضمن قائمة مستقل، وقد انضم خلال فترته النيابية (14 يوليو 2009 – 30 يونيو 2014) للكتلة البرلمانية كتلة الخضر/التحالف الأوروبي الحر.